# Оксид рубідію
Окси́д рубі́дію — неорганічна бінарна сполука Рубідію та Оксигену складу Rb2O. Являє собою світло-жовті кристали, які при нагріванні темнішають. Проявляє сильні осно́вні властивості. У природі розповсюджений у складі мінералів лепідоліту, амазоніту та полуциту.

## Поширення у природі

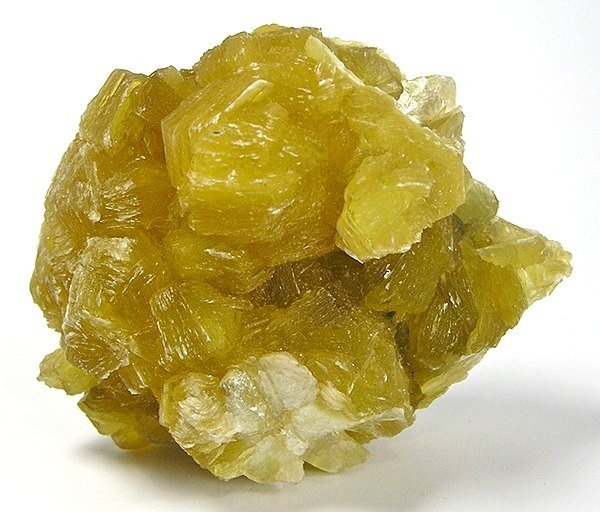
Жовтий лепідоліт

Оксид рубідію поширений у земній корі разом із оксидом цезію в породах, багатих на SiO2 та Al2O3. Основними представниками мінералів, які містять оксид рубідію є лепідоліт, амазоніт та полуцит (містить Rb2O у вигляді домішок). Для отримання оксиду рубідію зазвичай використовують лепідоліт та полуцит.
Невеликі кількості оксиду рубідію були знайдені у кременистих метеоритах.

## Фізичні властивості
Оксид рубідію являє собою світло-жовті кристали, які при нагріванні темнішають до яскраво-жовтих. Стійкий на сухому повітрі. Дана сполука є світлочутливою: при дії світла темнішає та розкладається.

## Отримання
Оксид рубідію можна синтезувати взаємодією рубідію з киснем на холоді:
{\displaystyle \mathrm {4Rb+O_{2}{\xrightarrow {lowT}}2Rb_{2}O} }
При звичайних температурах продуктом спалювання рубідію є його супероксид. Тривалим прокалюванням супероксиду можна отримати оксид:
{\displaystyle \mathrm {Rb+O_{2}\rightarrow RbO_{2}} }
{\displaystyle \mathrm {RbO_{2}{\xrightarrow {400-800^{o}C}}Rb_{2}O_{2}+O_{2}{\xrightarrow {>1010^{o}C}}Rb_{2}O+O_{2}} }
Оксид також утворюється при прокалювання карбонату рубідію:
{\displaystyle \mathrm {Rb_{2}CO_{3}{\xrightarrow {>900^{o}C,vacuum}}Rb_{2}O+CO_{2}\uparrow } }

## Хімічні властивості
За підвищених температур оксид рубідію розкладається:
{\displaystyle \mathrm {2Rb_{2}O{\xrightarrow {400-550^{o}C}}2Rb+Rb_{2}O_{2}} }
Він активно взаємодіє з водою, утворюючи сильнолужний розчин гідроксиду рубідію:
{\displaystyle \mathrm {Rb_{2}O+H_{2}O\rightarrow 2RbOH} }
Пропускаючи водень через розігрітий Rb2O, утворюється його гідрид:
{\displaystyle \mathrm {Rb_{2}O+H_{2}{\xrightarrow {t}}RbH+RbOH} }
Проявляє сильні осно́вні властивості, реагуючи з кислотами, кислотними оксидами а також рідким амоніаком:
{\displaystyle \mathrm {Rb_{2}O+2HCl\rightarrow 2RbCl+H_{2}O} }
{\displaystyle \mathrm {Rb_{2}O+CO_{2}\rightarrow Rb_{2}CO_{3}} }
{\displaystyle \mathrm {Rb_{2}O+NH_{3}{\xrightarrow {-50^{o}C}}RbNH_{2}\downarrow +RbOH} }